# アリーネ (小惑星)
アリーネ (266 Aline) は、小惑星帯に位置する大きな小惑星の一つ。C型小惑星に分類される。
1887年5月17日にオーストリアの天文学者、ヨハン・パリサがウィーンで発見した。オーストリアの天文学者エトムント・ヴァイスの娘の一人、リンダ (Linda) にちなんで命名されたと考えられている。